# Alessandro Plotti
Alessandro Plotti (Bolonha, 8 de agosto de 1932 – Roma, 19 de outubro de 2015) foi um arcebispo católico italiano.

## Biografia
Nasceu em Bolonha, capital da província e sede do arcebispo, em 8 de agosto de 1932. Cresceu em Moltrasio, na província e diocese de Como, local de origem da família.

### Formação e ministério sacerdotal
Depois de frequentar o ensino médio clássico em Como, matriculou-se na Faculdade de Letras e Filosofia da Universidade Católica do Sagrado Coração, em Milão. Tendo se mudado com sua família para Roma, em 1955 ingressou no Almo Collegio Capranica como aluno, e mais tarde obteve o diploma em teologia.
Em 25 de julho de 1959 foi ordenado sacerdote pela diocese de Roma, na igreja de San Martino in Moltrasio, pelo bispo de Mântua, Antonio Poma.
De 1959 a 1961 foi vice-pároco na paróquia dos Santos Urbano e Lourenço em Prima Porta, enquanto de 1961 a 1972 foi o primeiro assistente espiritual e professor de teologia na faculdade de medicina e cirurgia da Universidade Católica do Sagrado Coração. Em 1972 foi nomeado pároco da paróquia de Santa Lúcia, onde permaneceu até sua nomeação episcopal.

### Ministério episcopal
Em 23 de dezembro de 1980, o Papa João Paulo II o nomeou bispo titular de Vannida e auxiliar de Roma para o setor norte. Em 6 de janeiro de 1981, recebeu a ordenação episcopal na Basílica de São Pedro, no Vaticano, pela imposição das mãos do próprio Pontífice, tendo como co-consagradores o Arcebispo Giovanni Canestri e o Bispo Belchior Joaquim da Silva Neto.
De 1983 a 2000 foi assistente geral e depois presidente da UNITALSI.
Em 7 de junho de 1986, o Papa João Paulo II o nomeou arcebispo metropolitano de Pisa; ele sucedeu Benvenuto Matteucci, que renunciou ao atingir o limite de idade. No dia 17 de junho seguinte, tomou posse da arquidiocese, enquanto no dia 29 de junho recebeu o pálio do Papa.
De 2001 a 2006 foi presidente da Conferência Episcopal Toscana, enquanto de 2000 a 2005 foi vice-presidente para a Itália central da Conferência Episcopal Italiana.
Em 2 de fevereiro de 2008, o Papa Bento XVI aceitou sua renúncia, apresentada ao atingir o limite de idade, ao governo pastoral da arquidiocese de Pisa; foi sucedido por Giovanni Paolo Benotto, até então bispo de Tivoli. Permaneceu como administrador apostólico da arquidiocese, da qual se aposentou em 30 de março, até a entrada do seu sucessor, que ocorreu no dia 6 de abril seguinte.
Em 19 de maio de 2012, foi nomeado administrador apostólico ad nutum Sanctae Sedis da diocese de Trapani, após a remoção do bispo Francesco Miccichè de suas funções pastorais. Em 24 de setembro de 2013, ele anunciou a nomeação do novo bispo de Trapani, Pietro Maria Fragnelli, a quem confiou a diocese no dia 3 de novembro seguinte.
Ele morreu no hospital Agostino Gemelli, em Roma, aos 83 anos, em 19 de outubro de 2015. Após o funeral, celebrado em 21 de outubro pelo arcebispo Giovanni Paolo Benotto na catedral de Pisa, ele foi sepultado no túmulo da família no cemitério de Moltrasio. Em 6 de setembro de 2019, o corpo foi transferido para a cripta da igreja de San Martino em Moltrasio.